# Меджидов, Мухтар Муртузалиевич
Мухтaр Муртузалиевич Меджидов (14 мая 1962 года, село Урахи Сергокалинский район ДАССР, РСФСР, СССР) — российский государственный и общественно-политический деятель, меценат. Видный государственный деятель Дагестана. Председатель Правительства Республики Дагестан (январь — июль 2013 г.), Депутат Народного Собрания Республики Дагестан (1995 — 1999), Советник Главы Республики Дагестан (2003 — 2009).

## Биография
Родился 14 мая 1962 г. в селе Урахи Сергокалинского района Дагестанской АССР. По национальности – даргинец.
После окончания 8 классов Средней школы, в 1982 году окончил Махачкалинский гидромелиоративный техникум.
В 1990 году закончил с отличием факультет «Механизации сельского хозяйства» Дагестанского ордена Дружбы народов сельскохозяйственного института.
Женат, имеет шестерых детей.

## Трудовая деятельность
С июня по ноябрь 1982 года — Старший механик автоколонны АТП-2 треста Управления «Главдагестанводстрой».
В 1982—1984 годах — Служба в Пограничных войсках Комитета государственной безопасности при Совете Министров СССР.
С ноября 1984 по сентябрь 1985 года — Старший мастер авторемонтных мастерских АТП-2 Управления «Дагводстройтранс».
С мая 1987 по июль 1990 года — Председатель профсоюзного комитета студентов Дагестанского государственного сельскохозяйственного института.
С ноября 1990 по июнь 2003 года — работа на руководящих должностях в системе коммерческих банков, в т. ч Президентом-Председателем Правления КБ «РТБ-Банк» г. Москва.
В декабре 2002 года основал ОАО НПК «Русская радиоэлектроника», которая впоследствии стала одной из первых площадок инновационного центра Сколково.
Являлся Председателем Совета директоров ряда организаций, в том числе:
В 1994—1997, 2002—2009 — ОАО «Избербашский радиозавод имени П. С. Плешакова»;
В 1994—2004 — ОАО «Махачкалинский мясокомбинат»;
В 1995—2008 — ОАО «ДагЗЭТО» (Дагестанский завод электротермического оборудования);
В 1998—2009 — ООО Промышленная группа «КРЕДО-ГРУПП»;
В 1997—2007 — ОАО «Дагестангеология»;
В 1997—2002 — ОАО «Дагхозторг»;
В 2016—2020 — АО Военный завод «ДУКС» г. Москва.
В 2007—2008 годах инвестировал в строительство первого IT-парка в Дагестане в сфере высоких технологий.

## Общественно-политическая деятельность
В 1990—1993 — Депутат Кировского районного Совета народных депутатов города Махачкалы.
В 1995—1999 — Депутат Народного Собрания Республики Дагестан 1 созыва, Член Комитета по бюджету, финансам, налогам и банкам.
В 1997—2002 — Вице-президент Инновационного союза Российской Федерации.
В 2003—2006 — Советник Председателя Государственного Совета Республики Дагестан по внешним связям и инвестициям.
В 2007—2009 — Советник Президента Республики Дагестан.
В 2009—2010 — Первый заместитель Председателя Правительства Республики Дагестан.
В 2010—2013 — Член Комиссии Правительства РФ по внедрению информационных технологий в деятельность госорганов и органов МСУ.
В 2010—2013 — Заместитель Председателя Правительства Республики Дагестан.
30 января 2013 года Депутатами Народного Собрания РД был единогласно избран Председателем Правительства Республики Дагестан.
С 31 января по 22 июля 2013 года — Председатель Правительства Республики Дагестан.
В июле 2013 года добровольно покинул пост Премьер-министра РД не согласившись с политикой Президента РД по вопросам социально-экономического развития Дагестана.
Крупный меценат, бизнесмен и благотворитель. Основоположник банковской системы и сферы бизнеса Республики Дагестан.
Активно занимался и занимается благотворительностью, оказывает материальную помощь социально незащищённым слоям общества, финансирует расходы на совершение паломничества в Хадж, в святые места Мекки и Медины, участвует в благоустройстве родного района.

## Обвинение в мошенничестве
Весной 2020 года Мухтар Меджидов был задержан в качестве фигуранта уголовного дела о мошенничестве в особо крупном размере.
Как установило следствие, в 2012 году, находясь в должности заместителя председателя правительства Республики Дагестан, он убедил чиновников министерства обороны РФ заключить контракт на производство комплексов радиолокационной системы посадки с принадлежащим ему Избербашским радиозаводом им Плешакова, хотя заранее знал что предприятие выполнить данный заказ не сможет. Минобороны выплатило заводу аванс в размере 108 млн рублей, которые были перечислены по фиктивным договорам различным организациям.
По требованию Генпрокуратуры Верховный суд перенес рассмотрение дела в Москву. Свою вину Меджидов не признал и в декабре 2022 года был признан виновным и приговорён к 5 годам колонии.

###### Попытки реабилитации имени
Известно, что за Мухтара Меджидова поручились и поручаются Депутаты Госдумы РФ 7 созыва Гаджимурад Омаров, Умахан Умаханов, Абдулгамид Эмиргамзаев, Герой Российской Федерации, экс Секретарь Совбеза РД и депутат Госдумы РФ 1 созыва Магомед Толбоев, Герой Социалистического Труда, секретарь Президиума Верховного Совета ДАССР Хамис Казиева, советник Главы Республики Дагестан Сайгидпаша Умаханов, экс Министр Внутренних дел по Республике Дагестан, генерал-лейтенант милиции Магомед Абдуразаков, также в адрес суда были направлены подписи более 150 известных представителей научной интеллигенции Дагестана и более 400 подписей со стороны ветеранов боевых действий в Дагестане 1999 года, кавалеров орденов Мужества и других госнаград во главе с Президентом Союза ветеранов ополчения Дагестана 1999 года, кавалером трёх орденов Мужества, полковником милиции Умаханом Умахановым.
Известный политолог и востоковед Руслан Курбанов также неоднократно высказывался, что Мухтар Меджидов устранён с политической арены, как возможный претендент на пост Главы Республики Дагестан, так как его фамилия неоднократно выставлялась в списке претендентов в Администрации Президента Российской Федерации.
Герой Российской Федерации, генерал-майор в отставке, Депутат Госдумы РФ 1 созыва Магомед Толбоев вновь обратился в судебную коллегию по уголовным делам Московского городского суда направив поручительство, также действующий Депутат Госдумы РФ Сайгидпаша Умаханов с коллегами и Герои Российской Федерации, полковник полиции в отставке Дибиргаджи Магомедов и полковник милиции Загид Загидов подписали ходатайства о личном поручительстве для направления в суд[значимость факта?].

## Награды и звания
- Орден «За заслуги перед Республикой Дагестан»
- Заслуженный работник промышленности Республики Дагестан
- Благодарность Президента Российской Федерации
- Отличник Пограничных войск КГБ СССР I и II степеней
- Медаль «3а заслуги в развитии инженерного образования России»

## Семья
Женат, имеет шестерых детей.
- Отец, Муртузали Меджидов (1926-2010) — участник ВОВ, майор КГБ. Работал директором Совхоза им Г. Далгата в с. Урахи, секретарём Дагобкома профсоюзов работников с/х.
- Мать, Хадижат Мусаева (1939 г.р) — по образованию медицинская сестра. Долгое время проработала медсестрой Урахинской сельской участковой больницы.
- Дядя, Магомед Меджидов (1910-1991) — Председатель Совета Министров ДАССР, Депутат Верховного Совета СССР 2-4 созывов. Заслуженный учитель РСФСР и ДАССР.
- Дедушка, Магомед Мусаев — участник ВОВ. Заслуженный учитель ДАССР, Отличник просвещения РСФСР. Долгое время проработал Директором Урахинской средней школы.